# Obździonek
Obździonek (inne nazwy Obzonek, Obdzonek) – jezioro w Polsce, w województwie warmińsko-mazurskim, w powiecie szczycieńskim, w gminie Pasym.

## Położenie i charakterystyka
Jezioro leży na Pojezierzu Olsztyńskim (842.81), natomiast w regionalizacji przyrodniczo-leśnej – w mezoregionie Pojezierza Mrągowskiego. W bliskim sąsiedztwie znajduje się Jezioro Leleskie, a w odległości 1,5 km na zachód – wieś Leleszki.
Leży na obszarze zlewni bezpośredniej Jeziora Leleskiego o łącznej powierzchni 20,49 km².

## Morfometria
Według danych uzyskanych poprzez planimetrię jeziora na mapach w skali 1:50 000 opracowanych w Państwowym Układzie Współrzędnych 1965, zgodnie z poziomem odniesienia Kronsztadt, powierzchnia zbiornika wodnego to 2,4 ha.
Wysokość lustra wody zbiornika według skanów map topograficznych dostępnych na Geoportalu wynosi 138,3 m n.p.m., natomiast według numerycznego modelu terenu lustro wody znajduje się na wysokości 138,2 m n.p.m.

## Przyroda
Jezioro leży na terenie utworzonego w 1998 Obszaru Chronionego Krajobrazu Pojezierza Olsztyńskiego o łącznej powierzchni 40 997,4 ha.